# Josaphat Kountsevitch
Pour les articles homonymes, voir Josaphat et Saint Josaphat.
Saint Josaphat Kountsevitch (en ukrainien : Йосафат Кунцевич, Josafat Kountsevytch), né vers 1580 à Volodymyr-Volynsky (Ukraine) et mort (assassiné) le 12 novembre 1623 à Vitebsk (Biélorussie), est un moine basilien catholique.
Archevêque de Polotsk et grand promoteur de la réunion à Rome de l'Église orthodoxe, il est assassiné lors d'une visite pastorale à Vitebsk. Considéré comme martyr il est béatifié peu après sa mort et canonisé en 1867. Il est liturgiquement commémoré le 12 novembre (Église latine) ou 25 novembre (Église grec-catholique). C'est la première personne de l'Église gréco-catholique ukrainienne à avoir été officiellement canonisée.

## Biographie
Josaphat Kountsevitch naît à Volodymyr-Volynsky en Volhynie historique (Ukraine) dans le grand-duché de Lituanie vers 1580. Il est encore très jeune lorsque, au concile provincial de Brest-Litovsk, plusieurs évêques proclament le rétablissement de l'union avec Rome (union de Brest) en 1595 : une partie de l'Église de Ruthénie se réconcilie avec l'Église de Rome et constitue l'Église gréco-catholique ou Église ruthène. 
À vingt ans, il entre au monastère basilien de la Sainte-Trinité (ordre basilien) à Vilnius, qui se trouve dans le royaume polono-lituanien. Ordonné prêtre, il devient l'archimandrite de son monastère à trente ans. 
En 1618, il devient archevêque gréco-catholique de Polotsk. 
Homme de caractère et de grande vertu il est également reconnu pour sa compétence théologique. Il est à l'origine de la fondation de l'ordre basilien de saint Josaphat avec Joseph Routsky.
Comme archevêque de Polotsk, Mgr Kountsevitch réunit des synodes annuels, visite ses prêtres et veille à ce que la liturgie orientale soit célébrée avec toute la splendeur requise. L'évêque mène une politique active de « retour à Rome » des populations orthodoxes locales, sans latinisation. C'est la naissance du gréco-catholicisme. La région de Polotsk ne compte qu'une minorité de personnes ayant rejoint le gréco-catholicisme, la très grande majorité étant restée dans la tradition chrétienne orthodoxe.
Avec l'appui des nobles catholiques et des autorités politiques, Kountsevitch prend le contrôle de beaucoup d'églises orthodoxes qu'il transforme en églises gréco-catholiques,. En 1622, il fait fermer l'ensemble des églises orthodoxes de la ville de Vitebsk. En outre, désireux d'asseoir son autorité sur l'ensemble du clergé orthodoxe présent dans son diocèse, il force ceux-ci à reconnaître son autorité. Il fait emprisonner les récalcitrants. Ses actions suscitent une telle indignation dans le clergé local qu'en 1622 une première révolte dirigée contre Kountsevitch a lieu à Vitebsk, mais sans conséquences.
Le 12 novembre 1623, Mgr Josaphat se trouve en visite pastorale à Vitebsk. Une campagne de calomnies et d'incitations à la violence aboutit à une nouvelle révolte contre lui, après qu'il a fait arrêter le prêtre orthodoxe Ilia Dawidowicz pour l'empêcher de célébrer un office religieux orthodoxe,. La foule prend d'assaut le palais épiscopal, après quoi Kountsevitch est assassiné par les assaillants et son corps jeté dans la  rivière Dvina. 
À la suite de ce meurtre, le pape Urbain VIII demande au Roi Sigismond III que les responsables soient sévèrement punis. Au terme d'une enquête, une commission spécialement créée reconnaît comme collectivement coupables du meurtre tous les habitants de la ville, à quelques exceptions près, et 19 d'entre eux sont condamnés à mort et exécutés. Quant à la ville de Vitebsk, elle est déchue de ses droits magdebourgiens.

## Béatification et canonisation

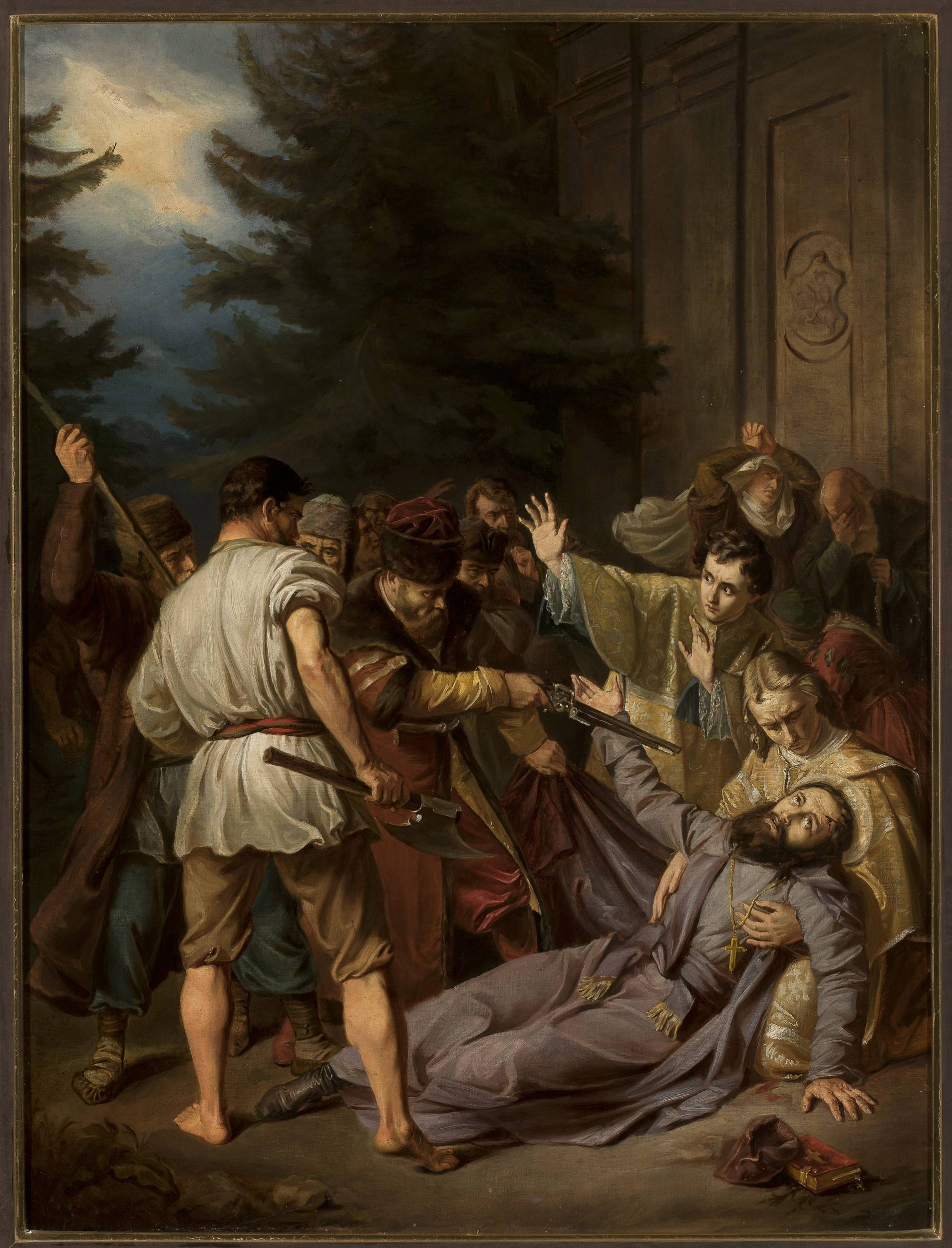
Le Martyr de Josaphat Kountsevitch de Józef Simmler (v. 1861), musée national de Varsovie.

Après plusieurs témoignages de miracles, le pape Urbain VIII  forme une commission d'enquête sur son cas en 1628. A l'exhumation de son corps, on s'aperçoit qu'il n'est pas atteint par la corruption, bien que cinq années se soient écoulées depuis sa mort. En 1637, une autre commission mène une enquête sur sa vie et Josaphat est béatifié le 16 mai 1643 par Urbain VIII. Il a été canonisé en 1867 par le pape Pie IX.
Saint Josaphat est le premier saint gréco-catholique canonisé par le Saint-Siège. Ses reliques se trouvent sous l'autel de saint Basile le Grand à la basilique Saint-Pierre de Rome.

## Controverses
L'action de l'homme d'Église a soulevé en son temps des protestations au sein même des catholiques du royaume de Pologne-Lituanie, comme en témoigne la lettre adressée à l'archevêque par le grand chancelier du grand-duché de Lituanie, le prince Sapieha, en réponse à la missive dans laquelle Josaphat de Polotsk justifie les crimes contre les croyants orthodoxes. Dans un des passages le chancelier du grand-duché répond à l'archevêque : « Vous écrivez qu'il vous est loisible de noyer les orthodoxes et de leur fendre la tête. Non. Il ne faut pas agir ainsi avec eux, car le commandement de Dieu interdit toute vengeance et ce commandement s'adresse aussi à vous… »

## Souvenir et vénération
- Saint Josaphat est liturgiquement commémoré Le 12 novembre par l'Église catholique et le 25 novembre par les Églises gréco-catholique ukrainienne et biélorusse.
- Saint Josaphat est le saint patron des catholiques ukrainiens, le saint patron des moines gréco-catholiques basiliens et le saint patron de la Fraternité sacerdotale Saint-Josaphat. Saint Josaphat le Hiéromartyr

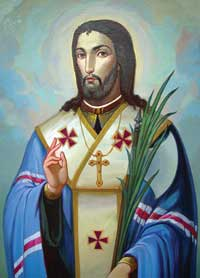
Saint Josaphat le Hiéromartyr